# 宋秉畯
宋 秉畯（ソン・ビョンジュン、そう へいしゅん、朝鮮語: 송병준、1857年10月7日 - 1925年2月1日）は、李氏朝鮮末期から大韓帝国にかけての政治家。日本名は野田 秉畯（のだ へいしゅん、併合前は野田 平次郎 （のだ へいじろう）と名乗っていた）。
本貫は恩津宋氏で、宋時烈の9世孫にあたる。現在の韓国では丁未七賊及び親日派の一人とされている。初代韓国銀行総裁を務めた具鎔書は孫の夫。

## 生涯
宋文洙の子として咸鏡道長津郡（現在の咸鏡南道）に生まれる。父が妓生に生ませた庶子だったために家を継ぐことはできず、漢城に渡った後、閔台鎬に目を掛けられてその妾の家で働くようになった。同治10年（1871年）に武科（科挙の一つ）に合格し、同治12年（1873年）からは司憲府の監察等を務めた。光緒10年（1884年）の甲申政変の後、密命を受けて金玉均を暗殺するために日本に渡ったものの、説得されてその同志になった。
帰国後は金玉均に寝返った容疑で投獄されたが、閔台鎬の息子である閔泳煥の取りなしで出獄した。出獄後は興海郡守等を務めていたが、逮捕状が下され、再び日本に身を避けた。光武8年（1904年）に日露戦争が起こると、日本軍の通訳として帰国した後から親日に転向し、一進会を組織した。
光武11年（1907年）のハーグ密使事件の際には、皇帝高宗の譲位運動を展開、これが結果的に高宗を退位に追い込む要因の一つとなった。同年李完用内閣が成立すると、農商工部大臣・内相を務めながら、李容九等一進会員との連名で「韓日合邦を要求する声明書」を純宗・曾禰荒助韓国統監・李完用首相の3名に提出した。併合後は日本政府から朝鮮貴族に列され子爵が叙爵された。朝鮮総督府中枢院顧問になり、後に伯爵陞爵した。没後に正三位勲一等が追贈された。伯爵位を襲爵した長男の宋鍾憲（野田鍾憲）は、後に貴族院朝鮮勅選議員に勅任されている。

## 死後の評価
2002年に発表された親日派708人名簿と、2005年民族問題研究所で親日人名辞書に収録する為に整理した親日人名辞書収録予定者1次名簿に、長男の宋鍾憲と共に選定された。2007年に、親日反民族行為真相糾明委員会が発表した「親日反民族行為195人名簿」にも入っている。
2007年5月2日、親日反民族行為者財産調査委員会は宋秉畯親子の財産を、国家に還収する事を決めた。委員会は11月22日に第3次財産還収対象者を選定しながら、親日反民族行為者財産の国家帰属に関する特別法施行以後に第三者に処分した宋秉畯の財産に対しても、国家に帰属させる事を決定した。

## 栄典
位階
- 1925年（大正14年）1月31日 - 正三位[7]

勲章等
- 1915年（大正4年）11月10日 - 大礼記念章[8]
- 1925年（大正14年）1月31日 - 旭日桐花大綬章[7]